# 936
936 (CMXXXVI) je bilo prestopno leto, ki se je po julijanskem koledarju začelo na petek.

## Dogodki
- 1. januar

## Rojstva
- Abu al-Qasim al-Zahrawi, arabski zdravnik, kirurg († 1013)

## Smrti
- Rudolf Francoski, kralj Zahodnofrankovskega kraljestva (* okoli 890)